# ペンタゴン防護局

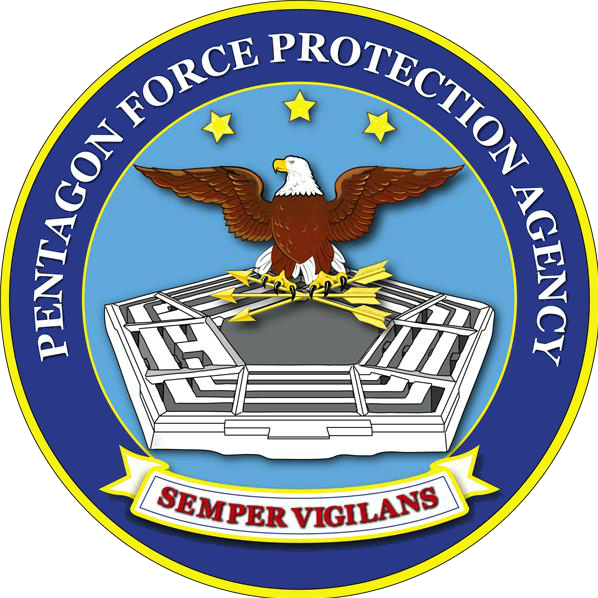
ペンタゴン防護局の紋章

ペンタゴン防護局（ペンタゴンぼうごきょく、英: Pentagon Force Protection Agency）は、2001年9月11日の同時多発テロでペンタゴン（アメリカ国防総省本庁舎）が直接被害を受けたことがきっかけとなり、国防総省を目標としたテロリズムに対処するために新設された警備機関である。前身はペンタゴン警察本部(PPD)であり、同組織はペンタゴン防護局の中核部門としてそのまま移管された。
ペンタゴン防護局の任務はペンタゴン及びその周辺280エーカー(約113万平方メートル)の国家重要地域(National Capital Region)での警備、犯罪捜査、核・化学・生物・放射能兵器防衛や入館・駐車許可及びペンタゴン職員への教育などである。
日本の官公庁は、施設管理の一環として警備を行っている（例：防衛省は民間警備会社との間で警備の役務契約を行っているが、要求元は「会計課庁舎管理室」である）が、アメリカの官公庁においては、当該官公庁の有する法執行機関に警備を行わせていることは珍しくない。

## 組織
- 長官
  - 本部(PPD)
    - 運用課
      - 緊急事態対応チーム(ERT)

    - 犯罪捜査・国内問題課(CI/IA)
      - 自動車警ら隊
      - オートバイ警ら隊

    - 交通取締班
    - 警護班(PSU)
    - 警察犬班(K-9)
    - 証拠・法廷連絡課
      - 証拠班
      - 法廷連絡班

    - 訓練課
    - 監理課
    - 募集課

  - 対テロ・防護部(AT/FP)
  - 核・化学・生物・放射能兵器部(CBNR)
  - 保安部(SSD)
    - ペンタゴン入館管理課(PACD)
    - 駐車場管理課(PMD)

  - 広報部